# MIM-14 Nike Hercules
O sistema Nike Hercules, inicialmente designado como SAM-A-25 e mais tarde como MIM-14, é um míssil superfície-ar (SAM) usado pelas Forças Armadas dos Estados Unidos e por vários países da OTAN. É usado como um sistema de defesa antiaérea de médio e longo alcance. Além de carregar mísseis convencionais, é capaz de ser carregado com uma ogiva nuclear W31. Sua ogiva também permitiu que fosse usado em um papel secundário de defesa terra-ar e o sistema também demonstrou sua capacidade de atingir outros mísseis de curto alcance em voo.

## Desenvolvimento e implantação
O Hercules foi desenvolvido durante a guerra-fria com o objetivo de retalhar bombardeios inimigos, eles foram implantados dos Estados Unidos, partes da Europa e Ásia.

## Ogiva
O Hercules usava uma única ogiva W31 com rendimento variável de 2, 10 e 30 quilotons.

## Orientação
O Nike Hercules era um míssil guiado, primeiramente o alvo era identificado e seguido por radares, então os controladores programam um ponto onde o alvo sera abatido, o Nike Hercules é lançado.

## Aposentadoria
Os Hercules foram aposentados quando se percebeu que a verdadeira ameaça não era os bombardeios por meio de aviões, e sim por mísseis.

## Galeria

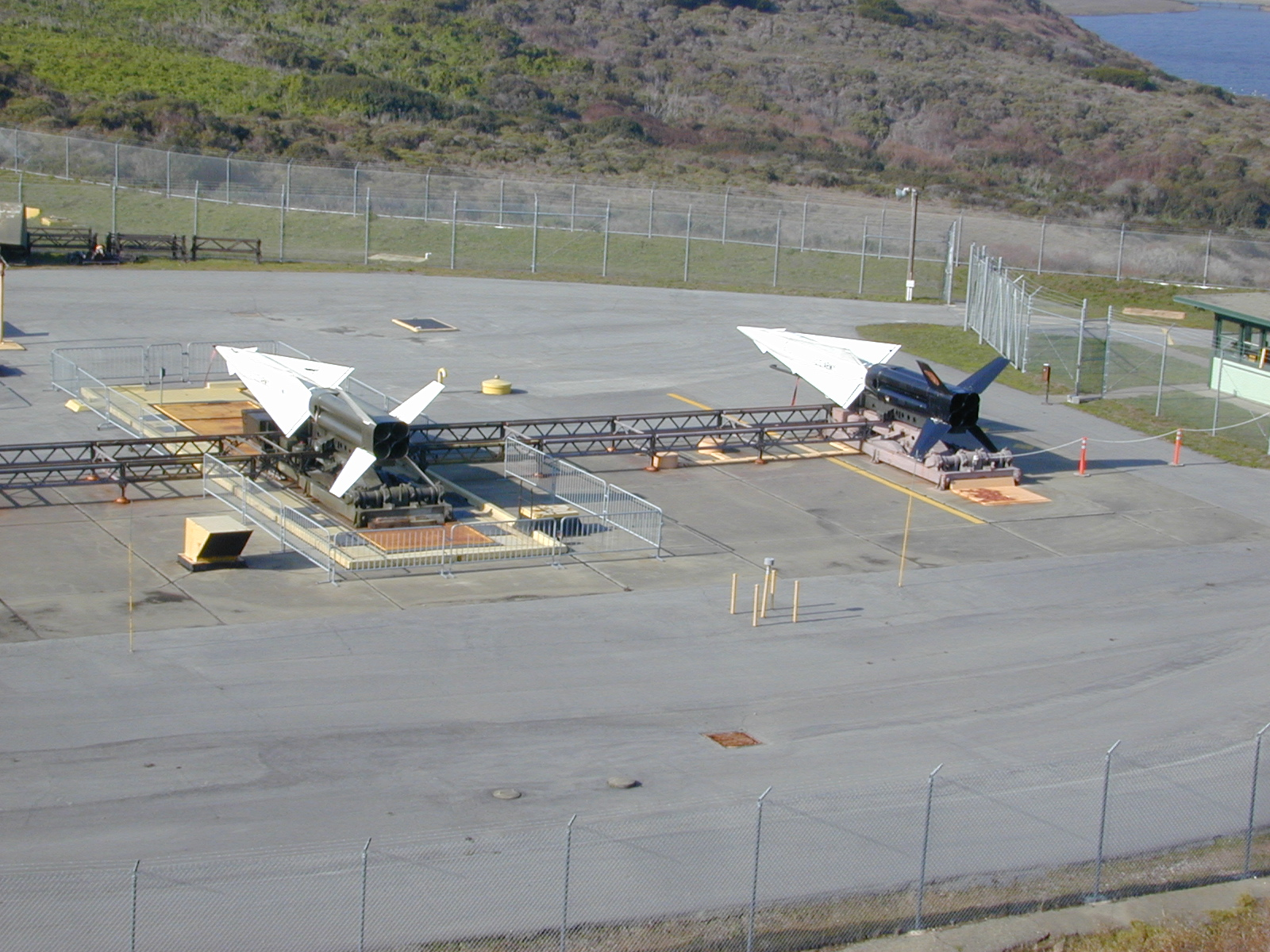
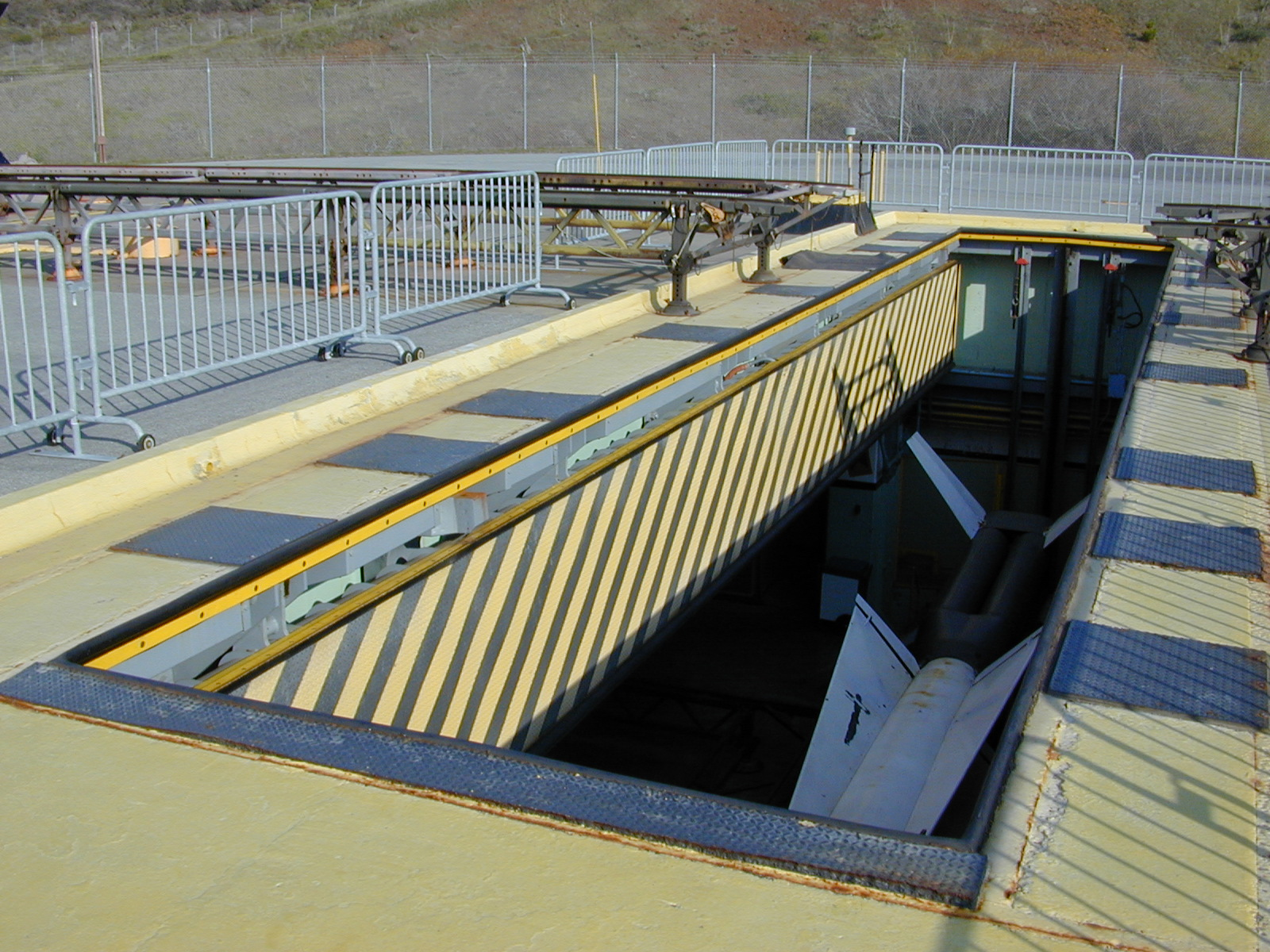
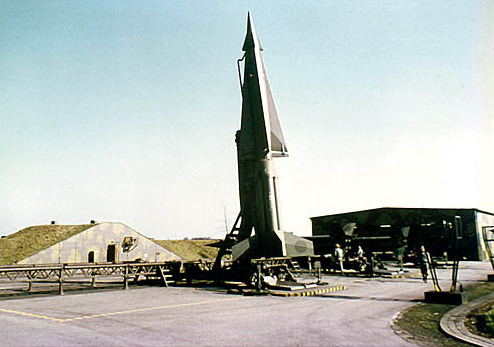
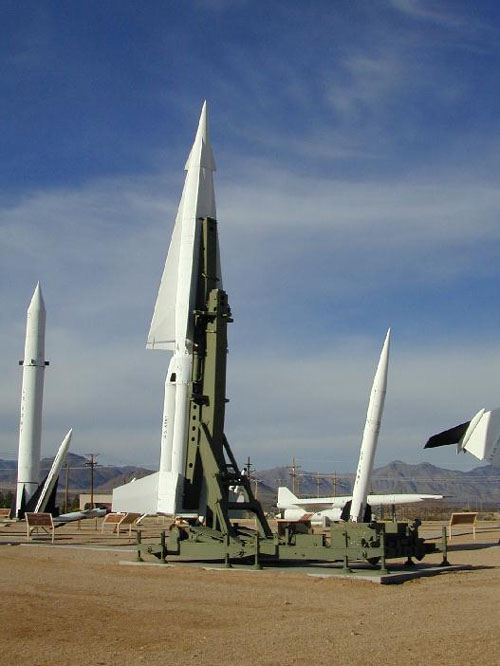

## Referencias
1. ↑  The New York Times  April 9, 1959, p.7 and December 23, 1959, p.50.
2. ↑  The Bulletin of the Atomic Scientists  October 1988, p.55
3. ↑  Department of the Army, Army Missiles Handbook January 1960 (formerly SECRET) p.52 Missiles files, U.S. Army Center of Military History.
4. ↑  Thomas B. Cochran, William M. Arkin, and Milton Hoenig, Nuclear Weapons Databook Volume I: U.S. Nuclear Forces and Capabilities (Cambridge: Ballinger, 1987) p.45.